# Província de Relizane
La província o wilaya de Relizane (àrab: ولاية غليزان, wilāyat Ḡalīzān) és una província o wilaya d'Algèria. La ciutat de Relizane és la seva capital. Altres ciutats d'aquesta província són: Bendaoud, Bouzegza, Hamri, Kalaa, Mazouna i Zemmoura.

## Territori i població
Posseeix una extensió de territori que ocupa una superfície de 4.870 km². La població d'aquesta província és de 733.060 habitants (xifres del cens de l'any 2008). La densitat poblacional és de 150,5 habitants per cada quilòmetre quadrat d'aquesta província.